# آمریکایی‌های چک‌تبار
آمریکایی‌های چک‌تبار (چکی: Čechoameričané) که در قرن نوزدهم و اوایل قرن بیستم با نام آمریکایی‌های بوهمی‌تبار شناخته می‌شدند، شهروندان ایالات متحده هستند که اصالتشان به مردم چک می‌رسد.